# Canthigaster punctata
Canthigaster punctata е вид лъчеперка от семейство Tetraodontidae.

## Разпространение
Видът е разпространен на запад в Индийския океан.